# Nödinge-Nol
Nödinge-Nol è una città della Svezia, capoluogo del comune di Ale, nella contea di Västra Götaland. Ha una popolazione di 9.077 abitanti.